# Chiesa di San Gaudenzio (Solto Collina)
La chiesa della San Gaudenzio è il principale luogo di culto cattolico di Esmate frazione di Solto Collina in provincia e diocesi di Bergamo. Fa parte del vicariato di Solto-Sovere.

## Storia
La chiesa di San Gaudenzio vescovo e martire risulta citata nell'elenco del 1360 "nota ecclesiarum" voluto da Bernabò Visconti per definire i benefici titolari delle chiese della bergamasca e i censi da versare alla chiesa di Roma e alla famiglia Visconti di Milano. La chiesa risulta inserita nel fascicolo della pieve di Solto e con tre benefici. Con l'istituzione dei nuovi vicariati foranei nel II sinodo diocesano del 1568 voluto da Federico Corner in ottemperanza del primo sinodo provinciale del 1564 la chiesa mantenne l'inserimento alla pieve di Solto.
Nell'autunno del 1575 san Carlo Borromeo arcivescovo di Milano, visitò la diocesi di Bergamo e il 20 settembre la località di Solto Collina. Nella relazione risulta che la chiesa aveva tre altari di cui quello maggiore retto dalla congregazione del Santissimo Sacramento, la scuola della dottrina cristiana che pur risulta che fosse poco frequentata, e un curato titolare. Vi era il pio consorzio della Misericordia e in prossimità l'oratorio di San Michele Arcangelo.
Nel 1659 fu il vescovo san Gregorio Barbarigo a visitare la parrocchia, la relazione indica la presenza delle confraternite del Santissimo Sacramento, del Santissimo Rosario, la scuola della dottrina cristiana e il consorzio pio della Misericordia di Bergamo. La parrocchia inserita nel vicaria di Solto, ed era retta da due sacerdoti .
La chiesa fu inserita nel 1666 nel “Sommario delle chiese di Bergamo”, elenco redatto dal cancelliere della curia vescovile di Bergamo Giovanni Giacomo Marenzi. Nel documento è indicata sotto l'invocazione di san Gaudenzio. Vi erano le scuole del Santissimo Sacramento, del Santo Rosario, e il consorzio pio della Misericordia di Bergamo che gestivano gli altari. Il clero era retto da un curato titolare coadiuvato da un altro sacerdote. Vi erano molti luoghi di culto in prossimità, un oratorio intitolato a san Rocco, uno dedicato alla Santissima Trinità nella contrada di Rova e uno di San Carlo Borromeo contrada Furmignano.
Il 22 gennaio 1688 il vescovo Daniele Giustiniani consacrò la chiesa intitolandola a San Gaudenzio.
Il vescovo di Bergamo Giovanni Paolo Dolfin visitò la chiesa nel settembre del 1780. Alla relazione fu inserito un documento dell'allora rettore che indica la presenza di tre altari retti dalle congregazioni e dal consorzio della Misericordia. Vi era un parroco e quattordici altri sacerdoti.
Nel Novecento la chiesa fu oggetto di lavori di mantenimento e ammodernamento con la posa dell'altare comunitario volto verso l'aula, in ottemperanza delle disposizioni del concilio Vaticano II.
Con decreto del 27 maggio 1979 del vescovo Giulio Oggioni la chiesa fu inserita nel vicariato foraneo di Solto-Sovere.

## Descrizione

### Esterno
L'edificio di culto è posto nel centro dell'antico borgo anticipato dal sagrato delimitato da pilastri in cemento chiusi da barre ferree. La facciata è divisa su due ordini da una cornice con copertura a coppi. L'ordina inferiore è diviso in cinque settori da lesene complete di basamento e capitelli che reggono il cornicione. Nella parte centrale vi è l'ingresso principale completo di paraste e architrave in pietra e di timpano triangolare spezzato con la cimasa dove è posto il simbolo del vescovato. Le due sezioni laterali sono curve che si raccordano con le pareti d'ambito. Nell'ordine superiore vi sono solo le lesene laterali e centrale un'apertura rettangolare atta a illuminare l'aula. Il frontone termina con il timpano triangolare culminante con la croce 

### Interno
L'interno è a unica navata a pianta rettangolare e con volta a botte e divisa da lesene in stucco a finto marmo complete di zoccolatura e capitelli che reggono la trabeazione e il cornicione che percorre tutta l'aula in tre campate. Il fonte battesimale è posto nella prima campata a sinistra mentre corrispondente a destra vi è la zona penitenziale con il confessionale ligneo. Le cappelle dedicate al santo Rosario e a san Carlo Borromeo sono poste nella seconda campata, e il pulpito ligneo è posto tra la seconda e la terza campata. La terza e ultima presenta un'ancona completa di dipinto inserita in uno sfondato e corrispondente a destra l'organo a canne. La navata conserva due statue lignee risalenti al XVII secolo raffiguranti san Giovanni Battista e san Gaudenzio. 
La zona del presbiterio anticipata dall'arco trionfale, è rialzata da tre gradini ed è di misura inferiore rispetto all'aula. La parte termina con coro semicircolare. L'abside ospita quattro dipinti di Angelo Bonfanti realizzati nel 1957 raffiguranti scene bibliche.